# او-۶۴۵
زیردریایی یو-۶۴۵ (به انگلیسی: German submarine U-645) یک زیردریایی است که طول آن ۶۷٫۱ متر (۲۲۰ فوت ۲ اینچ) می‌باشد. این زیردریایی در سال ۱۹۴۲ ساخته شد.